# Henk Leene
Henk Leene (29 août 1924-25 aout 2014) est un penseur, philosophe et un auteur gnostique.

## Biographie

### Enfance
Henk est né dans une famille de rose-croix.
Il est l'ainé d'une fratrie de 2 enfants dont une sœur.

Enfant, il faisait partie d'une équipe de football, et plus tard, le joueur de ballon rond, sera pour lui, un exemple de l'engagement à vivre sur le plan spirituel.

### Jeunesse
Son père et son oncle sont les fondateurs de l'École de la Rose-Croix d'Or et c'est par eux que dans sa jeunesse, il a été initié aux mystères rosicruciens.
Henk a épousé Mia Peddemos (1925-1994), dont la lignée remonte aux français huguenots. Ils auront un fils et une fille.

### École de la Rose-Croix d'Or
Jan Leene est, avec son frère Zwier-Willem (“Wim”, 1892-1938),  porteur de l’idée de la création d’une école spirituelle. Celle-ci devint l’École de la Rose-Croix d’Or ou Lectorium Rosicrucianum. Dans ce cadre, il a occupé la responsabilité du chantier de la jeunesse dans le sud de la France.
Jan Leene décédé en 1968, avait nommé Henk, alors âgé de 44 ans, comme son successeur. Ce dernier propose alors de donner une nouvelle forme – adaptée à la nouvelle ère qui s’ouvrait libérée de l'attitude religieuse et centrée sur la liberté individuelle-– au mouvement créé par son père. Cette réformation ayant été refusée, il crée son propre groupe de travail en 1969. Le groupe français passe de 200 à 3 membres.

### Communauté ésotérique de Sivas
Il trouve en 1970, un lieu pour installer son travail spirituel en France dans les Hautes Alpes, à OZE (05): Domaine de 70 hectares acheté par la communauté, et dont les bâtiments avaient été rénovés et d'autres construits également par la Communauté du Domaine de Sivas. ( Commauté Esotérique de Sivas) . Il voyait dans ce lieu un lien avec Shiva, à propos duquel il a consacré une étude : « La danse du feu de Shiva » -  Haarlem, 1979.
Toutefois, il ne prend pas « l’École » pour modèle. Il regroupe des chercheurs qu’il veut libres. Il pense à une structure légère qui permettra de garantir la liberté de chacun. Ce groupe de chercheurs deviendra « la communauté ésotérique de Sivas »; un rassemblements de gnostiques venus de différents pays d'Europe: les Pays-Bas, l'Allemagne et la France.
Authentique, et discret, Henk ne souhaite pas devenir un personnage connu, mais il reste spirituellement actif : avec sa compagne Mia, ils éditent un journal : « PROMETHEUS », Il écrit des ouvrages en langue néerlandaise et allemande, des textes à vocations spirituelles pour les personnes qu’il reçoit en séminaire.
La Communauté avait pour objectif d'établir une communauté de vie .
Au bout de quelques années, certains membres sont partis pour diverses raisons. Certains revendirent leur parts sociales, puisque la communauté était sous le statut d'une SCEA ( Société Civile d'Exploitation Agricole), d'autres en firent don au fondateur. 
Après la disparition de Mia Leene et Henk Leene, c'est leur fils Arnaud qui prit la direction du Domaine, pour en faire, avec de nouvelles constructions et aménagements pratiques, des chambres d'hôtes.
L'idéal d'une Communauté de vie avait vécu. Les anciens donateurs et autres participants aux travaux de construction sur plusieurs années, s'en sont retournés vers d'autres horizons, avec pour certains, leur part sociale en souvenir de cet idéal !
Ouvrage sur l'origine spirituelle des nombres :
- Henk Leene et Mia Leene, Origine et sagesse des chiffres, Col du Feu, 2002, 226 p. (ISBN 978-2-9503346-2-6, lire en ligne)
- Henk Leene et Mia Leene, Les nombres sacrés : Le mystère des mathématiques de la nature, L'Ile Blanche, 2013, 173 p. (ISBN 978-2-918387-10-7, lire en ligne)

Étude des lois naturelles et de l'esprit :
- Henk Leene et Mia Leene, L'alchimie des métaux : La voie de l'art royal, L'Ile Blanche, 2013, 206 p. (ISBN 978-2-918387-09-1, lire en ligne)

Vivre la gnose dans les temps modernes :
- Henk Leene, Les sept sceaux, Col du Feu, 2002, 262 p. (ISBN 978-2-908268-00-3, lire en ligne)
- Henk Leene. L"ermite du neuvième chemin. Éditions ERCEE. (Oze, Haarlem, Kassel.)  (ISBN 90 70436 17 5). 1981
- Les Noces Chymiques De Christian Rose-Croix, publiées et commentées pour le septième jour, 1989.Éditions Chanteloup, Saint-Jean-de-la-Ruell, (ISBN 2-906013-12-3) édité erroné